# 浅倉彩音
浅倉 彩音（あさくら あやね、1973年- ）は、日本の元AV女優。

## 略歴
2008年7月、ビデオメーカー・溜池ゴローの2人目の専属人妻（女優）として34歳という設定でAVデビューした。
溜池ゴローから発売された『義母奴隷』がAVグランプリ2009で優秀賞に選ばれた。
2012年にAV引退を表明。表明後の作品中では実年齢は30歳だと発言している。

## 出演作品
2008年
- 初めての人妻さん ～専属人妻第二弾 浅倉彩音スペシャル～（7月13日、溜池ゴロー）
- 隣の人妻（8月13日、溜池ゴロー）
- 義母 彩音（9月13日、溜池ゴロー）
- 女教師（10月13日、溜池ゴロー）
- 義母奴隷（11月22日、溜池ゴロー）
- 浅倉彩音がソープランド嬢だったら（12月13日、溜池ゴロー）

2009年
- 人妻奴隷 夫の目の前で…（1月13日、溜池ゴロー）
- 奥様妄想劇場（2月13日、溜池ゴロー）
- 村長の嫁（3月5日、タカラ映像）
- 美尻奥さま騎乗位狂い（4月2日、タカラ映像）
- 夢・第百四章（6月1日、PHANTOM 夢）
- フェラコレ 熟女編 9（11月15日、隼エージェンシー）他多数出演
- ソルトシャワー 美熟女のおしっこみせて!（11月19日、ゲロニア）他多数出演

2010年
- マジックミラー号 超ゴージャス!濃密美熟女逆ナンパ 池袋編（1月7日　ディープス）共演:北条麻妃、村上涼子、有沢実紗
- ヤラず嫌い女王決定戦（12月9日、ATOM）共演：晶エリー、大塚ひな、和葉みれい

### インターネット放送
- デラ☆エロパラ（GyaOジョッキー、2009年8月11日ゲスト出演）